# Amok (1934)
Amok é um filme francês de 1934, do gênero drama, dirigido por Fyodor Otsep, baseado no livro homônimo de Stefan Zweig.